# Île Stoltenhoff
L'île Stoltenhoff est une petite île de l'océan Atlantique, près de l'île Nightingale, à Tristan da Cunha. Elle est inhabitée, et fait partie du territoire britannique d'outre-mer Sainte-Hélène, Ascension et Tristan da Cunha.
Cette île doit son nom aux frères Gustav et Friedrich Stoltenhoff, marins prussiens, qui tentèrent de s'installer sur l'île Inaccessible pour chasser les phoques en 1870. Arrivés à bord du Themis, navire baleinier américain, ils durent abandonner après deux années difficiles, et être évacués par le HMS Challenger, arrivée aux abords de l'île le 16 octobre 1873.